# T'Chaka
El rey T'Chaka es un personaje ficticio que aparece en los cómics estadounidenses publicados por Marvel Comics. Él es el padre de la Pantera Negra y Shuri. Era el rey de Wakanda y la Pantera Negra anterior a T'Challa, quien heredó ambos títulos después de la muerte de su padre.
El personaje fue interpretado por el actor John Kani en las películas del Universo cinematográfico de Marvel, en Capitán América: Civil War (2016) y Black Panther (2018). Kani prestó su voz una versión alternativa del personaje en la serie animada de Disney+, What If... (2021).

## Historial de publicación
El rey T'Chaka apareció por primera vez en el cómic Fantastic Four # 53 (1966) y fue creado por Stan Lee y el artista Jack Kirby.

## Biografía de personaje ficticio
T'Chaka es el Cacique de Wakanda que ascendió al trono después de la muerte de su padre, el Rey T'Chanda (noto anche come Azzuri el Sabio). Durante el año 1941 en el momento de la Segunda Guerra Mundial, el Capitán América viajó a Wakanda donde conoció a T'Chaka. Juntos, ayudaron al sargento Fury, y sus Comandos Aulladores contra Cráneo Rojo y el Baron Strucker. T'Chaka y el Capitán América también enfrentaron amenazas del Maestro Hombre, la Mujer Guerrera, el Hombre Tigre sin brazos, el Gorila Blanco cuando participaron en un ataque total a Wakanda. Armless Tiger Man incluso amenazó con matar a T'Chaka si no hacía que las fuerzas de Wakanda se rindieran. Superado y abrumado, T'Chaka y el Capitán América se defendieron del Maestro Hombre, la Mujer Guerrera, el Hombre Tigre sin brazos, el Gorila Blanco y de Cráneo Rojo.
Algún tiempo después, el Capitán América visitó a Wakanda y le dio a T'Chaka su escudo triangular a cambio de un poco de Vibranio. Cuando se comprometió con su primera esposa N'Yami, T'Chaka adoptó a Cazador, que T'Chaka preparó como el heredero al trono hasta el día en que N'Yami dio a luz a T'Challa y luego murió en el parto. Poco después del nacimiento de T'Challa, nació su hermano Jakarra. T'Chaka luego se casó con Ramonda que dio a luz a Shuri.
En el otoño de 1959, T'Chaka fue secuestrado por Geoffrey Sydenham de la organización ICON. Esto fue parte del plan de ICON para debilitar a Wakanda y saquear la tecnología de allí. Los Vengadores de Nick Fury se toparon con esta trama donde terminaron peleando con ICON. Se descubrió que T'Chaka estaba detenido en un castillo en Latveria, donde Dum Dum Dugan y Eric Koenig lo rescataron. T'Chaka fue devuelto a salvo a Wakanda.
Muchos años después, Wakanda tuvo su tecnología codiciada ya que no tenían vínculos con ningún otro país. Ulysses Klaw y sus mercenarios invadieron Wakanda y exigieron que T'Chaka les diera su vibranio. Cuando T'Chaka se negó a darles vibranio, Klaw hizo que sus mercenarios mataran a T'Chaka. Esto enfureció a T'Challa, quien usó una de las armas de los mercenarios para destruir su campamento y dejó inutilizada la mano derecha de Ulysses Klaw.
La historia de la muerte de T'Chaka fue reimaginada en el tercer volumen de los cómics de Pantera Negra en el que los líderes de algunos países diferentes habían sido incapaces de negociar con T'Chaka para darles algo de Vibranio. Después de eso, contrataron a Ulysses Klaw. Al salir del piso del palacio de T'Chaka, Ulysses Klaw mató a T'Chaka. Esto enfureció a T'Challa que hirió y ahuyentó a Ulysses Klaw. Debido a la muerte de T'Chaka, el tío de T'Challa, S'Yan, gobernó Wakanda en el lugar de T'Chaka hasta el día en que T'Challa tuviera la edad adecuada para ser juramentado como el nuevo Cacique de Wakanda.

## Poderes y habilidades
Al comer una hierba especial en forma de corazón, T'Chaka posee fuerza sobrehumana, velocidad, agilidad, resistencia, durabilidad, reflejos y sentidos. También es un experto en artes marciales, un conocido experto en armas, un hábil tirador, un rastreador experto y cazador, y un maestro táctico.

## Otras versiones

### Ultimate Marvel
En el universo de Ultimate Marvel, el nombre completo de T'Chaka era T'Chaka Udaku.

## En otros medios

### Televisión
- T'Chaka aparece en el episodio de los Cuatro Fantásticos "Presa de Pantera", con la voz de Beau Weaver. Al igual que los cómics, Klaw lo mata.
- T'Chaka aparece en el episodio 3 de Pantera Negra, con la voz de Jonathan Adams. Él es visto en un flashback donde fue asesinado por Klaw.
- Se hace referencia a T'Chaka en el episodio de Iron Man: Armored Adventures "La Presa de la Pantera ". Pantera Negra menciona a Iron Man que Moses Magnum fue el responsable de matar a T'Chaka.
- T'Chaka aparece en The Avengers: Earth's Mightiest Heroes, el episodio de "El Hombre en el Hormiguero", con la voz de Hakeem Kae-Kazim. Él es desafiado al trono de Wakanda por el hombre mono. Con la ayuda invisible de Klaw, T'Chaka es asesinado por el hombre mono, causando que T'Challa se convierta en el próximo Pantera Negra y busque ayuda para recuperar Wakanda.
- T'Chaka aparece en Avengers Assemble, con la voz de Keith David cuando era adulto[12] y por James C. Mathis III como un joven niño.[13] Aparte del hecho de que T'Chaka está muerto cuando se alude a él en el episodio "La Furia de la Pantera", el Capitán América tuvo que explicarle a T'Challa que su abuelo le dio a Howard Stark el Vibranium necesario para hacer el escudo del Capitán América. En el episodio "T'Chanda", se vio a un T'Chaka más joven cuando Pantera Negra usa la Corona para experimentar un flashback que involucra a su abuelo T'Chanda. Después de una misión con el Capitán América y Peggy Carter, T'Chanda le explica a su hijo que salvó la Caja de Yemandi de caer en manos del Consejo de la Sombra cuando T'Chaka es testigo de que T'Chanda hace los preparativos para evitar que el Consejo de la Sombra lo obtenga. En el episodio "Bashenga", Pantera Negra termina en el mundo dentro de la Corona y es atacado por Bask hasta que T'Chaka parece llevarlo lejos. Para cuando Pantera Negra alcanza a su padre, T'Chaka desaparece y el Capitán América aparece en su lugar.

### Película
- T'Chaka aparece en Ultimate Avengers II, con la voz de Dave Fennoy. Él comienza la película como la Pantera Negra. Cuando Wakanda es invadida por los Chitauri, T'Chaka los ataca para expulsarlos. Es emboscado por el general Chitauri, disfrazado de nazis, Herr Kleiser, quien lo apuñala en múltiples ocasiones. T'Chaka derrota y ahuyenta a Kleiser, pero sucumbe a sus heridas. Después de su muerte, T'Challa asciende al trono y al manto de la Pantera Negra.

### Universo cinematográfico de Marvel
- John Kani interpreta a T'Chaka en el universo cinematográfico de Marvel.
  - Primero aparece en Capitán América: Civil War.[14] Durante una reunión que ratifica los Acuerdos de Sokovia en el Centro Internacional de Viena, T'Chaka es asesinado por una explosión. El Soldado del Invierno se creía originalmente al estar detrás del ataque, pero más tarde se descubrió que estaba enmarcado por Helmut Zemo.
  - Kani repite su papel como T'Chaka en la película de 2018 Black Panther.[15] Su hijo, Atandwa Kani, retrata a un joven T'Chaka en la misma película. En esta película, T'Chaka se enteró de que su hermano N'Jobu (en lugar de S'Yan) estaba tramando actos de insurrección abierta con planes para que Wakanda adoptara una política exterior más agresiva para luchar contra la injusticia social que presenció en su país asignado. T'Chaka se enfrentó a N'Jobu. Cuando N'Jobu atacó, fue asesinado por T'Chaka en defensa de Zuri (quien estaba actuando como espía todo el tiempo). Angustiado por este acto y preocupado por mantener la seguridad de Wakanda por encima de todo, T'Chaka decidió regresar rápidamente a su nación y dejó a Erik abandonado como un niño huérfano. T'Challa se enteraría de este acto y del encubrimiento resultante por parte de su difunto padre. Mientras visitaba las tierras de los antepasados, T'Challa se enteró de las acciones de T'Chaka y le dice a él y a los anteriores Panteras Negras antes que él que dirigirá a Wakanda de una manera diferente a ellos con el propósito de corregir los errores pasados de T'Chaka.
  - Kani da voz a versiones alternativas de T'Chaka en la serie animada de Disney+, What If...? (2021),[16] episodios, "What If... T'Challa Became a Star-Lord?" y "What If... Killmonger Rescued Tony Stark?".

### Videojuegos
- T'Chaka se menciona en Marvel: Ultimate Alliance. Cuando los jugadores le preguntan a Pantera Negra sobre su historia, menciona cómo Klaw mató a su padre.